# Кадельчук Іван Капітонович
Іван Капітонович Кадельчук (26 липня 1923, село Ходурки, тепер Новоград-Волинського району Житомирської області — 6 грудня 1993) — український радянський діяч, голова колгоспу «Нове життя» (імені 50-річчя Великого Жовтня) Городоцького району Львівської області. Герой Соціалістичної Праці (22.03.1966). Депутат Львівської обласної ради народних депутатів 11—12-го скликань (у 1967—1971 роках).

## Біографія
Народився в селянській родині.
Служив у Радянській армії, учасник німецько-радянської війни.
Член КПРС.
З 1953 року — голова колгоспу імені Калініна села Березець Комарнівського району Дрогобицької області, голова колгоспу «Нове життя» (з 1967 року — імені 50-річчя Великого Жовтня) села Березець Городоцького району Львівської області.
22 березня 1966 року отримав звання Героя Соціалістичної Праці з врученням ордена Леніна і золотої медалі «Серп і молот» за високі показники очолюваного ним колгоспу.
Потім — на пенсії.

## Нагороди
- Герой Соціалістичної Праці (22.03.1966)
- два ордени Леніна (26.02.1958, 22.03.1966)
- орден Вітчизняної війни ІІ ст. (6.04.1985)
- медалі